# Dick van Dijk
Dick van Dijk (Gouda, 1946. február 15. – Nizza, Franciaország, 1997. július 8.) válogatott holland labdarúgó, csatár.

## Pályafutása

### Klubcsapatban
1966–67-ben az SVV, 1967 és 1969 között a Twente, 1969 és 1972 között az Ajax, 1972 és 1974 között a francia OGC Nice, 1974–75-ben a spanyol Real Murcia labdarúgója volt. Az 1968–69-es idényben a Twente színeiben bajnoki gólkirály lett 30 góllal, Ove Kindvallal (Feyenoord) holtversenyben. Az Ajax csapatával két-két bajnoki címet és holland kupagyőzelmet ért el. Tagja volt az 1970–71-es és az 1971–72-es szezonban BEK-győztes együttesnek.

### A válogatottban
1969 és 1971 között hét alkalommal szerepelt a holland válogatottban és egy gólt szerzett.

## Magánélete
Visszavonulása után visszatért Franciaországba. Nizzában dolgozott brókerként és a közeli Saint-Paul-de-Vencen élt.

## Sikerei, díjai
FC Twente
- Holland bajnokság
  - gólkirály: 1968–69 (30 gól, Ove Kindvallal holtversenyben)

 Ajax
- Holland bajnokság
  - bajnok (2): 1969–70, 1971–72
- Holland kupa
  - győztes (2): 1971, 1972
- Bajnokcsapatok Európa-kupája
  - győztes (2): 1970–71, 1971–72

## Statisztika

### Mérkőzései a holland válogatottban
| Hollandia | Hollandia         | Hollandia                     | Hollandia | Hollandia | Hollandia     | Hollandia    | Hollandia | Hollandia |
| #         | Dátum             | Helyszín                      | Hazai     | Eredmény  | Vendég        | Kiírás       | Gólok     | Esemény   |
| --------- | ----------------- | ----------------------------- | --------- | --------- | ------------- | ------------ | --------- | --------- |
| 1.        | 1969. március 26. | Rotterdam, Feijenoord Stadion | Hollandia | 4 – 0     | Luxemburg     | vb-selejtező | 1         | 29'       |
| 2.        | 1969. május 7.    | Rotterdam, Feijenoord Stadion | Hollandia | 1 – 0     | Lengyelország | vb-selejtező | -         |           |
| 3.        | 1969. október 22. | Rotterdam, Feijenoord Stadion | Hollandia | 1 – 1     | Bulgária      | vb-selejtező | -         | 66'       |
| 4.        | 1969. november 5. | Amszterdam, Olimpiai Stadion  | Hollandia | 0 – 1     | Anglia        | barátságos   | -         | 46'       |
| 5.        | 1970. január 14.  | London, Wembley Stadion       | Anglia    | 0 – 0     | Hollandia     | barátságos   | -         |           |
| 6.        | 1970. január 28.  | Tel-Aviv, Bloomfield stadion  | Izrael    | 0 – 1     | Hollandia     | barátságos   | -         | 46'       |
| 7.        | 1971. október 10. | Rotterdam, Feijenoord Stadion | Hollandia | 3 – 2     | NDK           | Eb-selejtező | -         | 71'       |
|           | Összesen          |                               |           | 7         | mérkőzés      |              | 1         | gól       |